# 赵勇 (自动化专家)
赵勇（1973年5月—），沈阳人，东北大学教授， 东北大学秦皇岛分校党委副书记、校长，中国教育部2015年度“长江学者”特聘教授，研究方向包括光电测量等。

## 生平
1992年至2001年，先后在哈尔滨工业大学精密仪器系攻读本科、博士学位。
2001年至2009年，先后在清华大学电子工程系从事博士后研究，自动化系任教，2009年至今在东北大学任教。

## 学术兼职
担任中国仪器仪表学会仪表元件分会副理事长，
《自动化学报》副主编，Sensor Letters、Instrumentation Science & Technology、Frontiers in Sensors、Journal of Sensor Technology、Advances in Optical Technologies、《电子测量与仪器学报》、《激光技术》编委；